# Brandon Knight (baseball)
Brandon Knight (né le 1er octobre 1975 à Oxnard) est un joueur de baseball américain. Lors des Jeux olympiques d'été de 2008 à Pékin, il remporte la médaille de bronze.

## Palmarès
- Médaille de bronze aux Jeux olympiques de Pékin en 2008